# پانیول ۱۰۳۰۶
سیارک ۱۰۳۰۶ (به انگلیسی: 10306 Pagnol، نامگذاری:1990QY) ده هزار و سیصد و ششمین سیارک کشف شده‌است که در ۲۱ اوت ۱۹۹۰ کشف شد.
قدر مطلق سیارک برابر ۱۲٫۵۰ است.